# Пожару (Горж)
Пожару (рум. Pojaru) насеље је у Румунији у округу Горж у општини Бустукин. Oпштина се налази на надморској висини од 297 m.

## Становништво
Према подацима из 2002. године у насељу је живело 390 становника, од којих су сви румунске националности.